# Africallagma subtile
Africallagma subtile – gatunek ważki z rodziny łątkowatych (Coenagrionidae).